# Portuguese Stock Index
| PSI 20         | PSI 20            |
| Stammdaten     | Stammdaten        |
| -------------- | ----------------- |
| Staat          | Portugal          |
| Börse          | Euronext Lissabon |
| ISIN           | PTING0200002      |
| WKN            | 965508            |
| Symbol         | PSI20             |
| RIC            | ^PSI20            |
| Bloomberg-Code | PSI20 <INDEX>     |
| Kategorie      | Aktienindex       |
| Typ            | Kursindex         |
| Familie        | Euronext          |

Der Portuguese Stock Index (PSI) besteht aus den 15 (bis 2014: 20) Unternehmen mit der höchsten Marktkapitalisierung und dem höchsten Aktienumsatz der Börse Lissabon, die seit 2002 dem paneuropäischen Handelsplatz Euronext angeschlossen ist.

## Berechnung
Technisch gesehen ist der Index ein Kursindex, dessen Gewichtung nach der Marktkapitalisierung (auf Streubesitz-Basis) erfolgt. Der Index wird nicht um Dividendenzahlungen bereinigt. Kapitalmaßnahmen wie Aktiensplits haben keinen (verzerrenden) Einfluss auf den Index. Die Berechnung wird während der Handelszeit von 9:00 bis 17:30 MEZ alle 15 Sekunden aktualisiert.
Um seinen Charakter als handelsorientiertes Marktbarometer zu unterstreichen, wurden die Aufnahmekriterien im Juli 2007 verschärft. Seitdem gilt die Regel, dass bei einem Indexmitglied mindestens zehn Prozent der ausstehenden Aktien im Jahr umgesetzt werden muss. Zur Erhöhung der Kontinuität wird zudem die Zusammensetzung nicht mehr halbjährlich, sondern nur noch einmal pro Jahr (jeweils im März) überprüft. Es kann bei einem neu gelisteten Wert, der die entsprechende Größenordnung beim Börsenumsatz mitbringt, auch innerhalb des Jahres ein Austausch stattfinden.
Ein weiteres Problem, das mit der Reform gelöst werden sollte, war die zuvor starke Ungleichgewichtung der Einzelwerte. So hatten die drei nach der Streubesitzmarktkapitalisierung größten Indexmitglieder phasenweise einen kumulierten Anteil von fast 60 Prozent. Als Gegenmaßnahme wurde deswegen das maximal zulässige Gewicht für Einzelwerte von 20 auf 15 Prozent abgesenkt. Überschreitet ein Einzelwert diese Obergrenze, wird dessen Gewichtung
bei der nächsten Anpassung zurückgeführt.
Um im Index berücksichtigt zu werden, müssen die Unternehmen einige Bedingungen erfüllen.
- Die Aktien müssen auf dem amtlichen Markt zugelassen sein und im automatischen System gehandelt werden.
- Der Hauptsitz der Unternehmen muss in Portugal sein
- Von einer Unternehmensgruppe darf nur ein Mitglied im Index vertreten sein
- Die Unternehmen müssen eine solide Finanzierung besitzen

Der Indexwert (angegeben als I) des PSI 20 wird nach folgender Formel berechnet:
{\displaystyle I_{t}={\frac {\sum _{i=1}^{N}Q_{i,t}\,F_{i,t}\,f_{i,t}\,C_{i,t}\,}{d_{t}\,}}}

## Geschichte

### 20. Jahrhundert

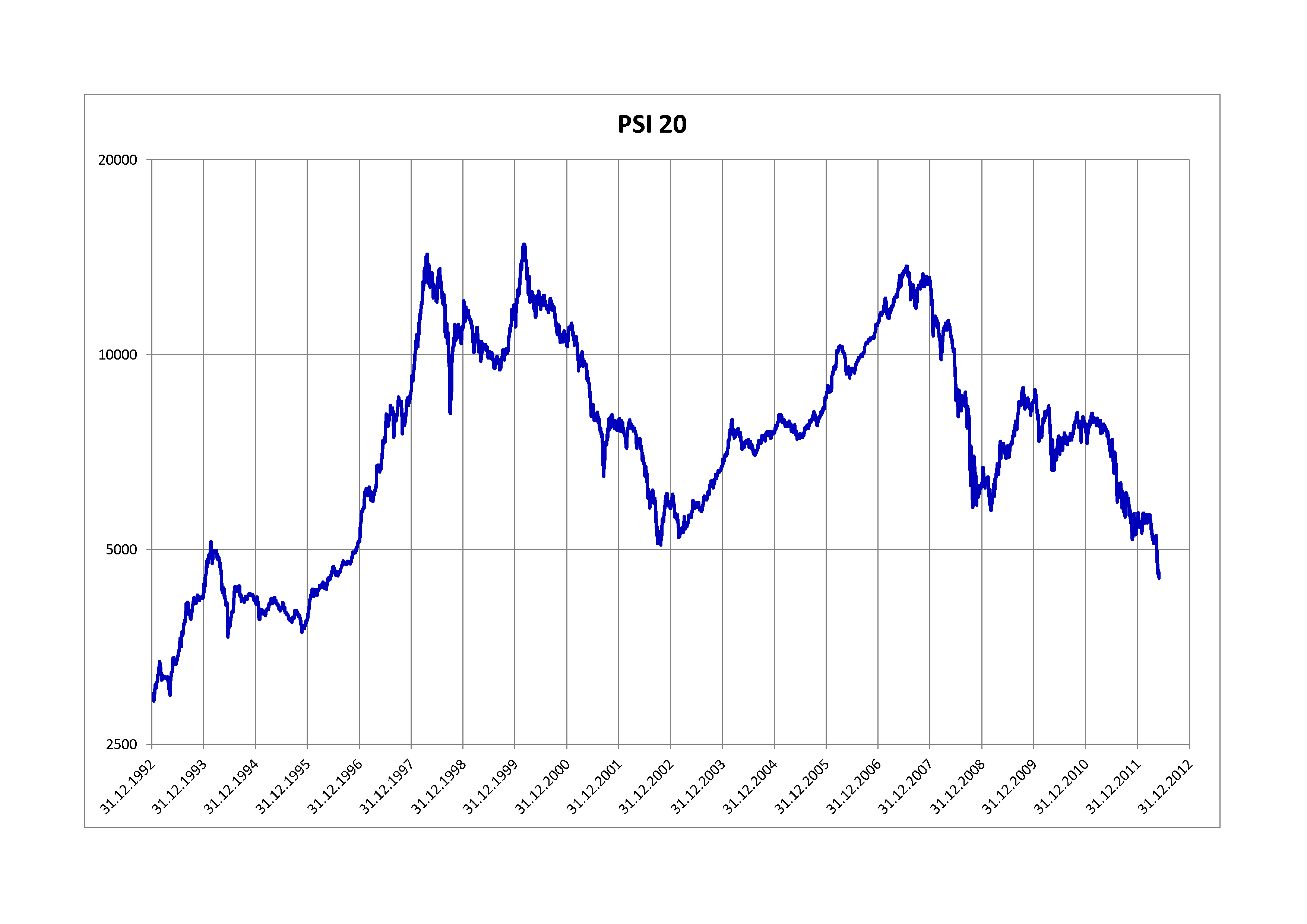
PSI 20 Index 1992–2012

Der PSI 20 wurde am 31. Dezember 1992 mit einem Basiswert von 3.000 Punkten eingeführt. In den folgenden Jahren erzielte der PSI 20 zahlreiche Rekorde. Am 17. Februar 1994 schloss der portugiesische Leitindex mit 5.079,23 Punkten erstmals über der 5.000-Punkte-Marke und am 27. Januar 1998 beendete er den Handel mit 10.024,80 Punkten zum ersten Mal über der Marke von 10.000 Punkten. Am 22. April 1998 stand der PSI 20 mit 14.292,99 Punkten um 376,4 Prozent höher als Ende 1992.
Am 3. Mai 1998 fällte der Rat der Europäischen Union die Entscheidung über die ersten Teilnehmerstaaten zum Euro. Portugal erfüllte zu diesem Zeitpunkt die EU-Konvergenzkriterien und wurde daher am 1. Januar 1999 in die Europäische Wirtschafts- und Währungsunion aufgenommen. Es konnte wie die übrigen Staaten ab Januar 2002 die ersten Euromünzen und -scheine ausgeben.
Im Jahr 1998 kam es in Teilen der Welt zu Finanz-, Währungs- und Wirtschaftskrisen (Asienkrise, Brasilienkrise, Russlandkrise). In der Folge sank der Index bis zum 2. Oktober 1998 um 43,2 Prozent auf einen Schlussstand von 8.114,51 Punkten. Das Börsenbarometer erholte sich schnell von dem Absturz. 15 Monate später, am 3. März 2000, schloss der PSI 20 mit 14.822,59 Punkten auf einem Allzeithoch. Der Gewinn seit Oktober 1998 beträgt 82,7 Prozent.

### 21. Jahrhundert
Nach dem Platzen der Spekulationsblase im Technologiesektor (Dotcom-Blase) fiel der Index bis 23. Oktober 2002 auf einen Tiefststand von 5.083,34 Punkten. Das war ein Rückgang seit März 2000 um 65,7 Prozent. Der 23. Oktober 2002 bedeutet das Ende der Talfahrt. Ab Herbst 2002 begann der PSI 20 wieder zu steigen. Am 17. Juli 2007 beendete der Aktienindex den Handel bei 13.702,03 Punkten. Seit dem Tiefststand im Oktober 2002 beträgt der Gewinn 169,6 Prozent.
Im Verlauf der internationalen Finanzkrise, die im Sommer 2007 in der US-Immobilienkrise ihren Ursprung hatte, begann der PSI 20 wieder zu sinken. Ab Herbst 2008 wirkte sich die Krise zunehmend auf die Realwirtschaft aus. In Folge brachen die Aktienkurse weltweit ein. Am 3. März 2009 schloss der Index auf einem Tiefststand von 5.743,09 Punkten. Seit dem 17. Juli 2007 entspricht das einem Rückgang um 58,1 Prozent. Der 3. März 2009 markiert den Wendepunkt der Talfahrt. Ab dem Frühjahr 2009 war das Börsenbarometer wieder auf dem Weg nach oben. Bis zum 19. Oktober 2009 stieg es um 54,7 Prozent auf einen Schlussstand von 8.882,69 Punkten.
Die Eurokrise ab 2010 und die Abschwächung der globalen Konjunktur ab 2011 führten zu einem Kurseinbruch des portugiesischen Leitindex. Am 1. Juni 2012 beendete der PSI 20 den Handel bei 4.453,01 Punkten. Der Verlust seit dem Höchststand am 19. Oktober 2009 beträgt 49,9 Prozent. Die Ankündigung neuer Anleihekaufprogramme der Europäischen Zentralbank und der US-Notenbank in grundsätzlich unbegrenztem Umfang führte zu einer Erholung der Kurse am Aktienmarkt. Die monetären Impulse spielten eine größere Rolle bei der Kursbildung, als die Schrumpfung der portugiesischen Wirtschaft und die Lage der Unternehmen. Am 11. Januar 2013 schloss der Index bei 6.150,17 Punkten und damit um 38,1 Prozent höher als am 1. Juni 2012.

### Höchststände
Die Übersicht zeigt die  Allzeithöchststände des PSI 20.
|                      | Punkte    | Datum                    |
| -------------------- | --------- | ------------------------ |
| im Handelsverlauf    | 15.080,99 | Donnerstag, 9. März 2000 |
| auf Schlusskursbasis | 14.822,59 | Freitag, 3. März 2000    |

### Meilensteine
Die Tabelle zeigt die Meilensteine des PSI 20 seit 1992.
| Erster Schlussstand über | Schlussstand in Punkten | Datum             |
| ------------------------ | ----------------------- | ----------------- |
| 3.000                    | 3.000,00                | 31. Dezember 1992 |
| 3.500                    | 3.501,71                | 13. Juli 1993     |
| 4.000                    | 4.015,18                | 27. August 1993   |
| 4.500                    | 4.523,80                | 12. Januar 1994   |
| 5.000                    | 5.079,23                | 17. Februar 1994  |
| 5.500                    | 5.515,62                | 10. Januar 1997   |
| 6.000                    | 6.095,92                | 6. Februar 1997   |
| 6.500                    | 6.634,69                | 2. Mai 1997       |
| 7.000                    | 7.026,45                | 9. Juni 1997      |
| 7.500                    | 7.539,93                | 2. Juli 1997      |
| 8.000                    | 8.096,83                | 9. Juli 1997      |
| 8.500                    | 8.553,34                | 2. Oktober 1997   |

| Erster Schlussstand über | Schlussstand in Punkten | Datum            |
| ------------------------ | ----------------------- | ---------------- |
| 9.000                    | 9.031,84                | 2. Januar 1998   |
| 9.500                    | 9.651,90                | 20. Januar 1998  |
| 10.000                   | 10.024,80               | 27. Januar 1998  |
| 10.500                   | 10.525,18               | 4. Februar 1998  |
| 11.000                   | 11.207,27               | 25. Februar 1998 |
| 11.500                   | 11.558,34               | 3. März 1998     |
| 12.000                   | 12.084,62               | 17. März 1998    |
| 12.500                   | 12.521,43               | 23. März 1998    |
| 13.000                   | 13.208,11               | 2. April 1998    |
| 13.500                   | 13.614,24               | 6. April 1998    |
| 14.000                   | 14.015,97               | 14. April 1998   |
| 14.500                   | 14.706,02               | 25. Februar 2000 |

### Jährliche Entwicklung
Die Tabelle zeigt die jährliche Entwicklung des PSI 20 seit 1992.
| Jahr | Schlussstand in Punkten | Veränderung in Punkten | Veränderung in % |
| ---- | ----------------------- | ---------------------- | ---------------- |
| 1992 | 3.000,00                |                        |                  |
| 1993 | 4.288,09                | 1.288,09               | 42,94            |
| 1994 | 4.157,25                | −130,84                | −3,05            |
| 1995 | 3.896,24                | −261,01                | −6,28            |
| 1996 | 5.146,33                | 1.250,09               | 32,08            |
| 1997 | 8.803,50                | 3.657,17               | 71,06            |
| 1998 | 10.998,92               | 2.195,42               | 24,94            |
| 1999 | 11.960,51               | 961,59                 | 8,74             |
| 2000 | 10.404,09               | −1.556,42              | −13,01           |
| 2001 | 7.831,49                | −2.572,60              | −24,73           |
| 2002 | 5.824,70                | −2.006,79              | −25,62           |
| 2003 | 6.747,41                | 922,71                 | 15,84            |
| 2004 | 7.600,16                | 852,75                 | 12,64            |
| 2005 | 8.618,67                | 1.018,51               | 13,40            |
| 2006 | 11.197,59               | 2.578,92               | 29,92            |
| 2007 | 13.019,36               | 1.821,77               | 16,27            |
| 2008 | 6.341,34                | −6.678,02              | −51,29           |
| 2009 | 8.463,85                | 2.122,51               | 33,47            |
| 2010 | 7.588,31                | −875,54                | −10,34           |
| 2011 | 5.494,27                | −2.094,04              | −27,60           |
| 2012 | 5.655,15                | 160,88                 | 2,93             |
| 2013 | 6.558,85                | 903,70                 | 15,98            |
| 2014 | 4.798,99                | −1.759,86              | −26,83           |
| 2015 | 5.317,67                | 518,68                 | 10,81            |
| 2016 | 4.679,20                | −638,47                | −12,01           |
| 2017 | 5.388,33                | 709,13                 | 15,15            |
| 2018 | 4.731,47                | −656,86                | −12,19           |
| 2019 | 5.214,14                | 482,67                 | 10,20            |
| 2020 | 4.898,36                | 315,78                 | −6,06            |
| 2021 | 5.569,48                | 671,12                 | 13,70            |
| 2022 | 5.726,11                | 156,63                 | 2,81             |
| 2023 | 6.396,48                | 670,37                 | 11,71            |

## Zusammensetzung
Der PSI setzt sich aus folgenden Unternehmen zusammen (Stand: 31. März 2023).
| Unternehmen                 | Branche                      | Indexgewichtung in % | Logo |
| --------------------------- | ---------------------------- | -------------------- | ---- |
| Altri                       | Chemie                       | 2,28                 |      |
| Banco Comercial Português   | Banken                       | 12,03                |      |
| Corticeira Amorim           | Mischkonzern                 | 3,11                 |      |
| CTT Correios de Portugal    | Logistik                     | 2,87                 |      |
| Energias de Portugal        | Versorger                    | 12,14                |      |
| EDP Renováveis              | Versorger                    | 11,99                |      |
| Galp Energia                | Öl und Gas                   | 12,41                |      |
| Greenvolt                   | Erneuerbare Energien         | 2,52                 |      |
| Grupo Ibersol               | Restaurants und Foodvertrieb | 0,83                 |      |
| Jerónimo Martins            | Einzelhandel                 | 12,35                |      |
| Mota-Engil                  | Bau                          | 1,14                 |      |
| NOS                         | Medien                       | 5,09                 |      |
| Redes Energéticas Nacionais | Energie                      | 7,73                 |      |
| Semapa                      | Investment                   | 1,74                 |      |
| Sonae                       | Mischkonzern                 | 6,28                 |      |
| The Navigator Company       | Papier                       | 5,49                 |      |

## Weitere PSI-Indizes
Weitere Varianten des PSI 20 sind:
- PSI 20 TR (Total Return) – ein performanceorientierter Index mit starkem Gewicht auf Dividenden.
- PSI Geral (General) – auch ein Performanceindex, er umfasst alle gehandelten Aktien, nicht jedoch Aktien ohne Stimmrecht. Er ist mehr für analytische Zwecke gedacht und wird daher auch nur einmal pro Tag berechnet.
- PSI Sector – basierend auf der Einteilung der Industry Classification Benchmark wird hier der PSI für verschiedene Marktsegmente berechnet.